# Johann Conrad Endemann
Johann Conrad Endemann, auch Konrad Endemann  (* 6. April 1793 in Hersfeld; † 6. August 1878 in Kassel) war ein deutscher Jurist und Gerichtspräsident.

## Leben
Johann Conrad Endemann wurde als Sohn des Konrektors Wilhelm Endemann  (1735–1804) geboren und absolvierte ein Studium der Rechtswissenschaften an der Philipps-Universität Marburg. Im Befreiungskrieg kämpfte er 1814 gemeinsam mit seinem Bruder Hermann Ernst bei den freiwilligen Jägern gegen Frankreich.
1815 wurde er Untergerichtsadvokat in Hersfeld und wechselte 1821 als Obergerichtsassessor zum Kreisgericht Rinteln und zwei Jahre später in gleicher Funktion zum Kreisgericht Marburg. 
Von 1828 an war er als Assessor mit dem Prädikat Obergerichtsrat im Zivilsenat des Kasseler Obergerichts tätig, wurde 1837 Oberappellationsgerichtsrat am Oberappellationsgericht Kassel und 1847 Direktor des Obergerichts Kassel. 1864 wurde er Gerichtspräsident   
und 1868 in den Ruhestand verabschiedet. 

### Öffentliche Ämter
- 1831 bis 1837 Mitglied der juristischen Prüfungskommissio

### Familie
Aus seiner mit Charlotte Wilhelmine Grau geschlossenen Ehe sind die Kinder Wilhelm (1825–1899, Reichstagsabgeordneter) und Friedrich Carl (1833–1909, Mediziner und Politiker) hervorgegangen.

### Ehrungen und Auszeichnungen
- Dr. jur. h.c. der Universität Marburg
- Roter Adlerorden II. Klasse
- Nassauischer Hausorden vom Goldenen Löwen Kommandeurskreuz II. Klasse
- 1831 Wirklicher Rat